# Cheiracanthium himalayense
Cheiracanthium himalayense är en spindelart som beskrevs av Gravely 1931. Cheiracanthium himalayense ingår i släktet Cheiracanthium och familjen sporrspindlar. Inga underarter finns listade i Catalogue of Life.